# Матфей (Померанцев)
Архимандрит Матфей (в миру Михаил Владимирович Померанцев; 16 мая 1881, село Толмачёво, Брянский уезд, Орловская губерния — 27 августа 1918, Оханский уезд, Пермская губерния) — архимандрит Русской православной церкви, ректор Пермской духовной семинарии в 1917−1918 годах.
Канонизирован Русской православной церковью в лике преподобномученика. День памяти 27 (14) августа, неделя новомучеников Российских.

## Биография
Родился 16 мая 1881 года в семье священника.
Окончил 2-е Орловское духовное училище (1896), Орловскую духовную семинарию (1902), Киевскую духовную академию со степенью кандидата богословия (1906).
Преподаватель обличительного богословия, истории и обличения русского старообрядчества и сектантства в Орловской духовной семинарии (1906), преподаватель арифметики и геометрии в Орловском епархиальном женском училище, затем помощник смотрителя Камышинского духовного училища (1908), одновременно преподаватель истории в камышинском 3-классном училище (1909).
В 1911 году принял монашеский постриг в Киево-Печерской лавре, рукоположен в сан иеромонаха. В Лавре заведовал церковно-приходской школой. Преподавал в Олонецкой духовной семинарии.
В 1914 году направлен на должность помощника смотрителя Осташковского духовного училища, через два года стал в нём смотрителем.
В 1917 году назначен на должность ректора Пермской духовной семинарии с возведением в сан архимандрита, делегат Всероссийского съезда деятелей духовной школы.
Член Поместного собора Православной российской церкви 1917—1918 годов по избранию от монашествующих, участвовал во всех трёх сессиях, член I, III, VI, XI, XIII, XVI, XVIII отделов, комиссии о гонениях на Православную церковь и комиссии о мероприятиях к прекращению нестроений в церковной жизни. По поручению Собора проводил расследование убийства киевского митрополита Владимира (Богоявленского) и сделал по этому поводу доклад.
В августе 1918 году вместе с черниговским архиепископом Василием (Богоявленским) и московским миссионером Алексеем Зверевым проводил в Перми расследование убийства архиепископа Андроника (Никольского). 27 августа 1918 года они ехали из Перми в Москву, недалеко от Перми в поезд ворвались красноармейцы и всех троих убили. Тела были сброшены в Каму, когда верующие выловили тела, то похоронили их по христианскому обычаю. После начала паломничества к могилам по приказу властей тела были раскопаны и сожжены.

## Канонизация
Архимандрит Матфей был причислен к лику святых Собором Русской православной церкви заграницей в 1981 году.
Все трое были причислены Архиерейским собором Русской православной церкви к лику святых с общецерковным почитанием в 2000 году. Память совершается 27 августа.
В 2012 году прославлен в Соборе святых Киевской духовной академии, празднование Собора святых КДА 9 ноября.

## Сочинения
- Касающиеся церковного устройства постановления Вселенских Соборов и значение этих постановлений для последующей жизни Церкви // ИР НБУВ. Ф. 304. Д. 1911.
- Речи // Протоколы Первого всероссийского съезда деятелей духовной школы. Калуга, 1917.
- Доклад члена Священного Собора архимандрита Матфея (Померанцева) о работе Комиссии по расследованию обстоятельств убийства митрополита Владимира (Выписка из 145-го Деяния Священного Собора Православной Российской Церкви) // Священный собор 1917—1918 гг. и мученическая кончина митрополита Киевского и Галицкого Владимира // Вестник ПСТГУ. II: История. История Русской Православной Церкви. 2008. Вып. II:1 (26). С. 115—126